# آرتماید
آرتماید (انگلیسی: Artemide) یا اَرتِمیده (تلفظ ایتالیایی: [ar'temide])؛ شرکت تولیدکنندهٔ ایتالیایی طراحی-محور است که توسط ارنستو جیزموندی و سرجو ماتسا در سال ۱۹۶۰ میلادی تأسیس شد. این شرکت مستقر در پرنیانا میلانزه، واقع در حومهٔ میلان است، که در تولید تجهیزات نورپردازی طراحی شده توسطِ طراحان و معماران تخصص دارد.

## تاریخچه شرکت

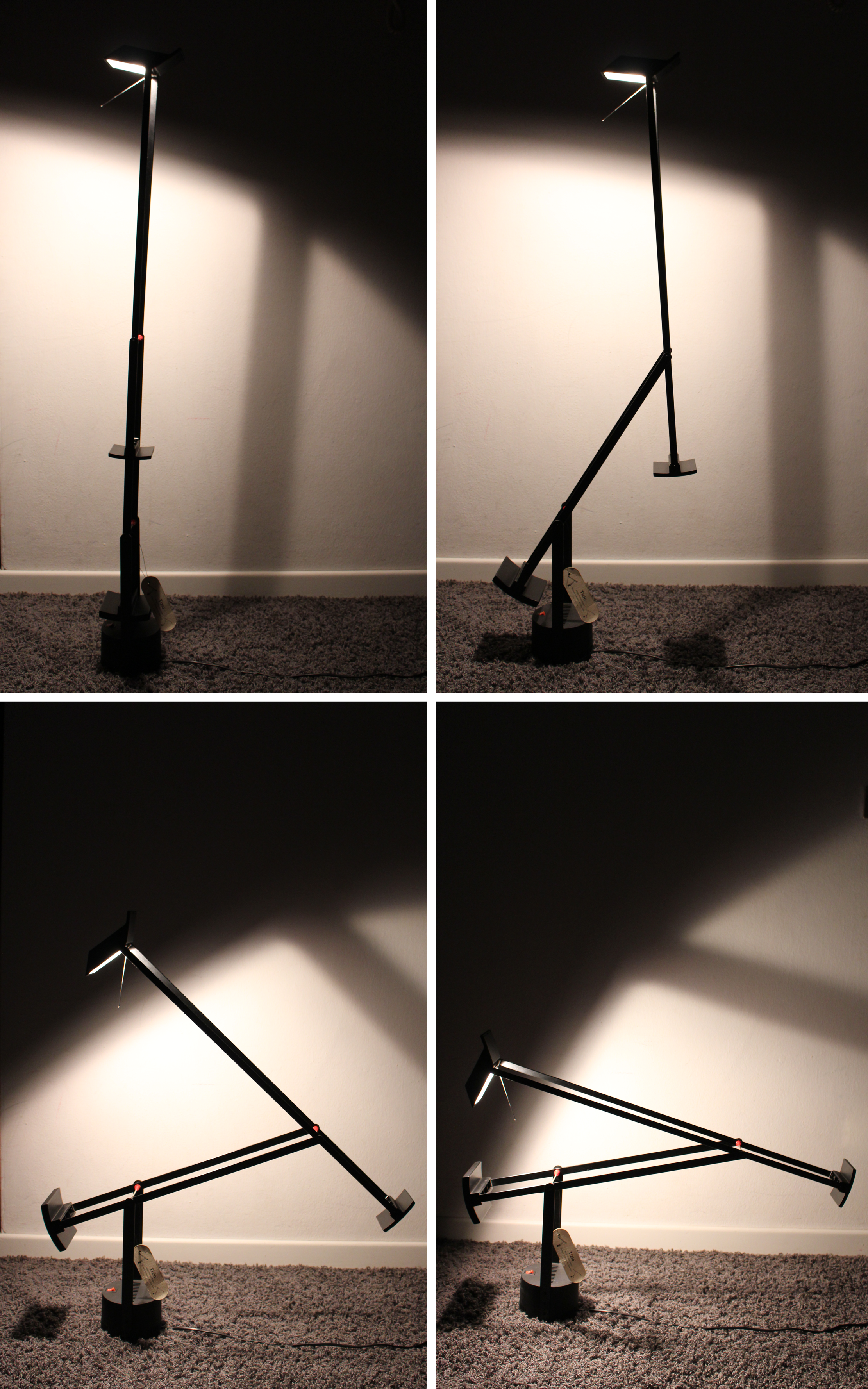
چراغ تیتسیو طراحی شده توسط ریچارد ساپر (نمایش مفصل‌بندی).

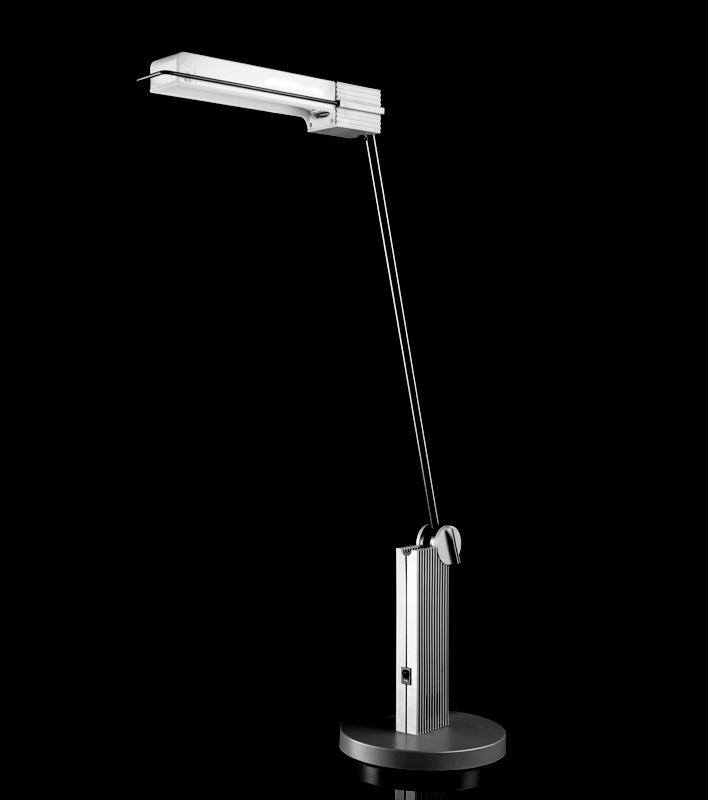
چراغ آلیسترو طراحی شده توسط ارنستو جیزموندی.

این شرکت به خاطر چراغ رومیزی تیتسیو طراحی شده توسط ریچارد ساپر در سال ۱۹۷۲ میلادی و چراغ رومیزی تولومئو، طراحی شده توسط میکله د لوکی و جانکارلو فاسینا در سال ۱۹۸۶ میلادی شناخته شده است.
دیگر طراحانی که با این شرکت همکاری داشته‌اند عبارتند از ماریو بوتا، سر نورمن فاستر، میکله د لوکی، ریچارد ساپر، اتوره سوتساس، انتسو ماری، نیل پولتون، کریم رشید، جو پونتی، زها حدید، لوئیجی سرافینی، چینی بوئری، و کارلوتا د بویلاکوا.
چراغ‌های آرتماید در مجموعه‌های دائمی موزه‌هایی همچون موزهٔ هنرهای تزئینی مونترال، موزهٔ هنر متروپولیتن در شهر نیویورک، موزهٔ هنر مدرن در شهر نیویورک و گالری ملی هنر مدرن در رُم قرار دارند.

## جوایز و افتخارات
این شرکت برندهٔ جوایزی از جمله جایزه پرگار طلا برای یک عمر دستاورد در سال ۱۹۹۵ میلادی و جایزهٔ طراحی اروپا در سال ۱۹۹۷ میلادی شده است.
در سال ۲۰۰۶ میلادی آرتماید برندهٔ دو جایزهٔ بهترینِ بهترین‌های طراحی رد دات برای چراغ‌های طراحی شده توسط طراح صنعتی نیل پولتون و توسط معماران هرتسوگ و دمورن شد.
در سال ۲۰۱۳ میلادی آرتماید برندهٔ جایزهٔ طراحی محصول آی‌اف برای لامپ کاتا طراحی شده توسط طراح نور، کارلوتا د بویلاکوا شد.